# Szintetikus kannabinoidok
A szintetikus kannabinoidok olyan vegyületek csoportja, mellyek nem hasonlítanak a kannabioidokra (a vadkender hatóanyagai), de képesek kapcsolódni a kannabioid receptorokhoz. Ezeket gyakran mint designer drogok-at árulják az illegális drogkereskedelmben vagy úgy adják el mint olyan drog, melynek nyugtató hatása megegyezik a marihuánáéval. Ha ezeket a szintetikus kannabinoidokat folyékony formában rásprézik tetszőlegesen választott különféle növények szárított töretére, vagy felitatják növényi törettel vagy más bázisul használható semleges hordozóanyaggal, akkor félrevezető módon mint szintetikus marihuánaként hozzák forgalomba. Ezeket a "szintetikus marihuána" drogokat gyakran rekreácós célú marketingfogásokkal ajánlgatják az illegális kábítószerkereskedők.
Sokféle szintetikus pszichoaktív mesterségesen előállított kannabinoid vegyület-család létezik:
(pl.: AM-xxx, HU-xxx, JWH-xxx, CP xx) melyeket ráspréznek növényi töretre, átitatják a vegyülettel a növényi töretet (ami akár lehet közönséges gyomnövény is, majd különféle "szlengnéven" hozzák az illegális drogkereskedők forgalomba: Így például K2 és Spice mindkettő mostanában gyorsan terjed és a drogfogyasztó szlengben megfelel a szintetikus kannabinoidok fogalmának. 
Amikor az első kannabinoid keverékek az illegális drogkereskedelmben megjelentek a 2000-es évek elején, még hatásukat természetes növények keverékével együtt fejtették ki. Innen ered a magyar illegális drogfogyasztói szlengben elterjedt herbál elnevezés is. 
A 2008-ban elvégzett labóratóriumi vizsgálatok kimutatták, hogy ma már a természetes növényi hatóanyagok nem részei az illegális drogkereskedelemben megjelenő drogoknak, sőt kizárólag szintetikus kannabinoidok mutahatók csak ki mint "hatóanyagok", melyek ugyanolyan hatást fejtenek ki a szerverezetre mint a kannabinoidok (THC), illetve a kannabidiol (CBD). Ezek a szintetikus kannabinoidok eltérő és bonyolult felépítésű vegyületek nagy családját alkotják. Ilyen például a kannabiciklohexanol, JWH-018, JWH-073, vagy a HU-210, melyeket azért hozták létre, hogy megpróbálják kijátszani az illegális drogkereskedelemre vonatkozó jogszabályokat, azaz designer drog-okat hoztak létre, azaz a molekulát csak kis mértékben módosítva "legális" szerek jönnek létre. Ezeket különféle "szlengnevek" alatt weboldalakon és illegális kábítószerkereskedőkön keresztül árusítják. Több tanulmány arra a következtetésre jutott, hogy a szintetikus kannabinoidok fogyasztása súlyos pszichózissal és halállal végződhet.
A kábítószer fogyasztói az ezekkel a vegyületekkel átitatott növényi töretet füstképzéssel elégetik, majd a füstöt beszívják. Habár a szintetikus kannabinoidok a drogteszteken nem mutatnak pozitív mintát marihuánára, de a lebomlási termékeik az emberi vizeletben kimutathatóak. A szintetikus kannabinoidokat tartalmazó termékeket szinte a világ minden országában jogszabályban foglalták és kereskedelmük tiltott.

## Káros hatások
A káros hatás függ a mennyiségtől és a kábítószerkeverék összetételétől, ez alapján más és más az okozott káros hatás mértéke.
A szintetikus kannabinoidok valódi kábítószerek, melyek jó eséllyel klinikailag súlyos mérgezést és halált okozhatnak (valószínűleg CNS depresszió és hipotermia miatt. Számos vegyületet tiltottak be az Egyesült Államokban és számos más országban, bár a kiskapuk megmaradtak, és új esetekkel továbbra is rendszeresen találkoznak.
Nem hivatalos tanulmányok összekapcsolják a szintetikus kannabinoidok emberi szervezetre gyakorolt káros hatását az átitatott növényi törethez adagolt egyéb illegális és potenciálisan toxikus összetevőkkel. Azonban, a jelentés kitér azon gyógyászati tapasztalatokra is, melyek közvetlenül a szintetikus kannabinoidokkal kapcsolatban kerültek publikálásra. Összehasonlíva a marihuánával kannabinoid THC, a szintetikus kannabioidok káros hatásai teljesen eltérőek: így például felléphet hypertenzió (magas vérnyomás), tachykardia (szapora szívverés), myokardiális infarktus, 
izgatottság, hányás, hallucinációk, pszichózisok, rohamok, görcsök és pánikrohamok. A legtöbb esetben szintetikus kannabinoid fogyasztása esetén sűrgősségi ellátás szükséges. A leggyakrabban fellépő szimptóma a felgyorsult szívverés, magas vérnyomás, hányinger, homályos látás, hallucináció és fokozott izgalom lép fel. Egyéb tünetek még: epilepsziás rohamok, és akut pszichózis.
Végül dokumentált halállal járó eseményt is meg kell említeni, mint a szintetkus kannabinoid-túladagolás elrettentő példáját, melyben Colorado államban (USA) 2013 szeptemberében hárman haltak meg szintetikus kannabinoid kábítószerrel való visszaélés következtében.

## Farmakológiája

### A szintetikus kannabinoidok listája
- 4-HTMPIPO
- 5F-AB-FUPPYCA, 5F-AB-PINACA, 5F-ADB, 5F-ADBICA, 5F-ADB-PINACA, 5F-AMB, 5F-AMB-PICA, 5F-APINACA, 5F-CUMYL-PINACA, 5F-EMB-PINACA, 5F-NNE1, 5F-PB-22, 5F-PCN, 5F-SDB-006
- A-836339
- AB-001, AB-005, AB-CHFUPYCA, AB-CHMINACA, AB-FUBICA, AB-FUBINACA, AB-PICA, AB-PINACA
- ADB-CHMINACA, ADB-FUBICA, ADB-FUBINACA, ADB-PINACA, ADBICA
- ADAMANTYL-THPINACA
- ADBICA
- ADSB-FUB-187
- AM251, AM-404, AM-630, AM-678 (= JWH-018), AM-679, AM-694, AM-1220, AM-1221, AM-1235, AM-1241, AM-1248, AM-2201, AM-2232, AM-2233, AM-2389
- AMB-CHMINACA, AMB-FUBINACA
- APICA, APINACA
- APP-FUBINACA
- BAY 38-7271, BAY 59-3074
- BB-22
- BIM-018
- BML-190
- BRL-4664
- Cannabicyclohexanol
- CB-13
- CP-47497, CP-55940, CP-55244
- CT-3
- CUMYL-PICA, CUMYL-PINACA, CUMYL-THPINACA , SGT-151 vagy más néven CUMYL-PeGaCLONE
- DMA (5'-dimethylammonium delta-8-tetrahydrocannabinol), TMA (5'-trimethylammonium delta-8-tetrahydrocannabinol) (vízben oldva)
- DMHP
- EAM-2201
- FAB-144
- FDU-NNE1, FDU-PB-22
- FUB-144, FUB-APINACA, FUB-JWH-018, FUB-PB-22, FUBIMINA
- GW-405,833
- HHC
- HHC-P
- HU-210, HU-211, HU-239, HU-243, HU-308
- JWH-007, JWH-015, JWH-018, JWH-019, JWH-073, JWH-081, JWH-098, JWH-116, JWH-122, JWH-133, JWH-149, JWH-167, JWH-182, JWH-193, JWH-198, JWH-200, JWH-203, JWH-210, JWH-249, JWH-250, JWH-251, JWH-302, JWH-398, JWH-424
- JTE-907, JTE 7-31
- L-759,633, L-759,656
- LY-2183240, LY-320135
- MAM-2201
- MDA-19
- MDMB-CHMICA, MDMB-CHMINACA, MDMB-FUBICA, MDMB-FUBINACA
- MEPIRAPIM
- MN-18, MN-25
- Nantradol
- Nabilone
- Nabitan
- NESS-0327, NESS-040C5
- NM-2201
- NNE1
- O-774, O-1057, O-1812, O-2050, O-2694, O-6629
- Org 28611
- PB-22
- PF-03550096
- PTI-1, PTI-2
- PX-1, PX-2, PX-3
- RCS-4, RCS-8
- SDB-005, SDB-006
- SP-111
- SR-141716A, SR-144528
- STS-135
- Synhexyl
- THJ-018, THJ-2201
- UR-144
- WIN-48098, WIN-54461, WIN-55212-2, WIN-55225, WIN-56098
- XLR-11

### CBD analógok
- abn-CBD
- O-2654

## Története
Az első szintetikus kannabinoidokat az 1940-es években Roger Adams szintetizálta. A kannabinoidok korai kutatásai a tetrahydrocannabinol vagy "THC"-ra mint fő psychoaktív vegyületre és annak nyugtató hatására koncentrálódtak, mely a vadkenderből került kivonásra. Más természetes kannabinoidok mint a cannabidiol vagy "CBD" jóval kevésbé váltak tanulmányok alanyaivá. A legtöbb szintetikus kannabinoidok analógok THC-vel.
Az első generációs THC analógok (synhexyl, nabilon, nabitan, nantradol) a THC molekulán alapuló vegyületek, melyet egy fenolos hidroxilcsoport észterezésével, a pentil oldallánc bővítésével és leágazásával vagy a benzopirángyűrűben oxigén helyettesítésével nyertek. Ezeket az analógokat klasszikus (HU-210, biciklikus (CP-55,940 és triciklusos (CP-55,244 csoportokra lehet csoportosítani. A Tritium-jelölt kannabinoidok, mint a [3H] CP-55,940 a 90-es évek elején a kannabinoidreceptor felfedezésében játszottak szerepet.
A Nabilon mint hányáscsillapító került a klinikai gyógyászatba 1981-ben. A szintetius THC (marinol, dronabinol) 1985-ben mint hányáscsillapító 1991-ben mint étvágygerjesztő került a gyógyászatba.
A második generációs THC analógok az alábbi vegyületek származékait tartalmazzák: anandamid (metanandamid), aminoalkylindol (WIN 55,212-2), pyrrole, pyrazole (SR-141716A), és indene (BAY 38-7271).
|             | CB₁                           | CB₂               |
| ----------- | ----------------------------- | ----------------- |
| Agonista    | Noladin éter                  | HU-308, JWH-133   |
| Antagonista | SR-141716A, LY-320135, AM-251 | SR-144528, AM-630 |

A HU-210 nyilvánvalóan a jelenleg legerősebb kannabinoid. Ez a vegyület 800-szor erősebb hatású mint a THC egereken végzet vizsgálatok szerint. Az AM-404 (egy paracetamol metabolit) egy endocannabinoid sejtek felvételének gátlója, ami által meghosszabbítja hatásuk időtartamát. A Nabitan, O-1057 és a TMA vízben oldva.
2009 januárjában a német Freiburgi Egyetem kutatói bejelentették, hogy a "Spice" nevű hatóanyaga egy szintetikus kannabinoid CP 47,497 eddig nyilvánosságra nem hozott analógja. Egy hónappal később a CP 47,497 dimetil-hexil-, dimetil-oktil- és dimetil-nonil-csoporttal együtt homologók jogszabályba foglalták és illegális kereskedelmüket betiltották.

## Fordítás
- Ez a szócikk részben vagy egészben a Synthetic cannabinoids című angol Wikipédia-szócikk fordításán alapul.  Az eredeti cikk szerkesztőit annak laptörténete sorolja fel. Ez a jelzés csupán a megfogalmazás eredetét és a szerzői jogokat jelzi, nem szolgál a cikkben szereplő információk forrásmegjelöléseként.